# Anna Baetjer
Anna Medora Baetjer (7 juillet 1899 - 21 février 1984) est une physiologiste et toxicologue américaine, connue pour ses recherches sur les effets du travail industriel sur la santé des femmes et pour la découverte des propriétés cancérigènes du chrome.

## Biographie

### Enfance et formation
Anna Baetjer est née à Baltimore, dans le Maryland, le 7 juillet 1899. En 1920, elle obtient une licence en littérature anglaise et en zoologie au Wellesley College,. Après son diplôme, elle retourne à Baltimore pour étudier à l'université Johns Hopkins, où elle obtient un doctorat en sciences de l'école d'hygiène et de santé publique en 1924,.
En 1924, Anna Baetjer rejoint la faculté de l'école d'hygiène et de santé publique, devenant instructrice au département d'hygiène physiologique. Elle devient associée de recherche au département en 1927,.

### Premières recherches
Les premières recherches d'Anna Baetjer se sont concentrées sur les effets de l'altitude et de la température sur la physiologie. Poussée par les préoccupations relatives à l'augmentation du saturnisme chez les enfants de Baltimore pendant les mois d'été, Baetjer mène une étude qui démontre un lien entre une température et une humidité élevées et une excrétion plus lente des toxines.
En 1931, le département d'hygiène physiologique perd son principal défenseur avec le départ à la retraite de William Henry Howell, un professeur d'hygiène physiologique qui avait été directeur de l'école d'hygiène et de santé publique. Au cours des années suivantes, les autres professeurs du département ont démissionné ou ont été licenciés, et en 1935, le département a finalement été fusionné avec le département d'hygiène chimique. Pendant les 15 années suivantes, Anna Baetjer restera le seul membre de la faculté d'hygiène physiologique.

### Période de la Seconde Guerre mondiale
En 1942, le chirurgien général de l'armée américaine crée le laboratoire d'hygiène industrielle à l'école d'hygiène et de santé publique. Dans ce laboratoire, Anna Baetjer étudie l'impact du travail industriel militaire sur la santé des femmes et les effets des facteurs physiologiques et sociologiques sur le rendement de leur travail,. À la suite de ses recherches, Baetjer a proposé un certain nombre de changements, notamment le réglage des machines industrielles pour qu'elles puissent être utilisées en toute sécurité par les femmes, la limitation du travail des femmes à six jours par semaine et l'adaptation de leurs horaires de travail pour tenir compte des responsabilités ménagères, ainsi que l'éducation des femmes sur les moyens sûrs de soulever et de porter des charges lourdes.
En 1944, le ministère de la Guerre publie une série de politiques sur la grossesse et les travailleurs civils basées sur les recommandations d'Anna Baetjer. Ces politiques limitent les tâches confiées aux femmes enceintes, interdisent les tâches qui représentent une menace pour leur santé et protégent l'ancienneté et la sécurité d'emploi des femmes pendant leur grossesse.
En 1946, Anna Baetjer publie le livre Women in Industry : Their Health and Efficiency contenant les résultats de ses recherches.

### Recherche sur le cancer
Dans les années 40, Anna Baetjer commence à étudier l'incidence du cancer dans une usine de chrome et à proximité d'un tas de déchets à Baltimore. Après un certain nombre d'études, Anna Baetjer démontre un lien direct entre l'exposition au chrome et le cancer. Elle travaille ensuite avec l'Organisation mondiale de la santé pour établir des normes relatives à l'utilisation industrielle du chrome.

### La suite de la carrière
Après la guerre, Anna Baetjer poursuit son travail à l'école d'hygiène et de santé publique, devenant professeure adjointe en 1945, professeure associée en 1952, professeure en 1962 et professeure émérite en 1972. Elle est élue présidente de l'American Industrial Hygiene Association en 1954.
De 1966 à 1970, Anna Baetjer fait partie d'un comité organisé par la Food and Drug Administration pour étudier les résidus de pesticides. En 1974, elle démontre que l'exposition à l'arsenic inorganique entraînait un risque accru de cancer pour les travailleurs des usines de pesticides.
Anna Baetjer est conseillère auprès du Conseil national de la recherche, de l'Agence de protection de l'environnement, de l'Agence d'hygiène environnementale de l'armée et du Bureau du chirurgien général,. Elle reçoit deux prix de l'American Industrial Hygiene Association : le prix Donald E. Cummings en 1964 et le prix Alice Hamilton (à titre posthume) en 1997,. Elle a également reçu le prix Stokinger de l'American Conference of Governmental Industrial Hygienists en 1980.
En 1985, l'université Johns Hopkins crée la chaire Anna M. Anna Baetjer en sciences de la santé environnementale.

## Publications (sélection)
- Anna Medora Anna Baetjer, Women in Industry: Their Health and Efficiency, Philadelphia, W. B. Saunders, 1946 (OCLC 308330)
- Anna Medora Anna Baetjer, Results of Influenza Vaccination in Industry during the 1947 Epidemic, Pittsburgh, Preventative Medicine and Public Health, 1948 (OCLC 14661339)